# Critica creștinismului
Critica creștinismului privește interpretarea și punerea în practică a învățăturii lui Isus din Nazaret de către creștini. Răspunsul formal al acestora la astfel de critici este descris drept apologetică creștină. 
Mai multe domenii ale criticii includ unele pretenții ale scripturii în sine, etica interpretărilor biblice folosită de-a lungul istoriei pentru a justifica atitudini și comportamente care sunt văzute de critici ca fiind clar contrare, problema compatibilității cu știința și anumite doctrine creștine, pe care unii le consideră tulburătoare sau nerezonabile.

## Chestiunea sclaviei
Noul Testament a renunțat la instituția sclaviei, cu toate că aceasta era ancorată în sistemul social și juridic al Imperiului Roman.
Las primeras enseñanzas sobre esclavitud que se conservan dentro del Cristianismo fueron impartidas por el Apostolul Pavel, quien habitualmente se autodenominaba como Esclavo de Cristo. Pablo no se opuso a la práctica de la esclavitud. Por el contrario, defendía que los esclavos cristianos deberían servir a sus amos de todo corazón (Efeseni 6, 5-8). Al mismo tiempo, enseñó a los propietarios de esclavos a tratar a sus esclavos con justicia, compasión, y paciencia. Toda la Epistola lui Pavel către Filimon está dedicada a Onisim, un esclavo fugitivo converso a quien Pablo lleva junto a su dueño, ya que debe considerarse como "no sólo un esclavo, sino mucho más que un esclavo, es un querido hermano en Cristo” (Filemon 16). Dada la igualdad espiritual de esclavo y libre, los esclavos hasta asumían cargos de liderazgo en las iglesias. En la liturgia cristiana, libres y esclavos celebraban juntos; los esclavos pueden ser ordenados sacerdotes; el matrimonio de los esclavos es reconocido. Tradiția îi descrie pe papa Pius I și pe papa Calixt I drept foști sclavi.
În evul mediu la concepción cristiana de la esclavitud ha sido testigo de conflictos internos y sufrió numerosos cambios. Casi todos los líderes cristianos anteriores a finales del secolul al XVII-lea afirmaban que la esclavitud, dentro de las limitaciones de la Biblia, coincidía con la teología cristiana. A comienzos de la Edad Media, la Iglesia, desprestigia la esclavitud en toda Europa, influyendo en gran medida en su eliminación. Esto cambió en 1452 con la bula Dum Diversas del papa Nicolae al V-lea, que autorizaba a conquistar las tierras africanas en poder de los sarracenos y a esclavizar con alcance hereditario a sus habitantes y a los paganos en general que fuesen capturados. Según Nicolás V, en la Biblia, Dios ponía en manifiesto la obligación de convertir en esclavos a los paganos cercanos. Pero el papa Paul al III-lea en la bula Sublimis Deus de 1537 prohibió el uso de africanos y demás como esclavos: «[...] indios, y todas las gentes que en el futuro llegasen al conocimiento de los cristianos, aunque vivan fuera de la fe cristiana, pueden usar, poseer y gozar libre y lícitamente de su libertad y del dominio de sus propiedades, que no deben ser reducidos a servidumbre [...]». 
În lupta împotriva folosirii de sclavi s-au implicat dominicanii și iezuiții veniți în contact cu realitățile din America de Sud: Tomás de Mercado în lucrarea Suma de tratos y contratos (1569), Bartolomé de Albornoz în cartea Arte de los contratos (1573) au condamnat sclavia și au atacat comerțul cu sclavi, de asemenea Luis de Molina și Alonso de Sandoval, care au condamnat la rândul lor abuzurile. Pedro Claver și-a pus viața în serviciul sclavilor negri din Cartagena de Indias.